# District de Linzi
Le district de Linzi (临淄区 ; pinyin : Línzī Qū) est une subdivision administrative de la province du Shandong en Chine. Il est placé sous la juridiction de la ville-préfecture de Zibo.